# 卡拉卡尔帕克斯坦共和国国旗
卡拉卡尔帕克斯坦共和国国旗（卡拉卡尔帕克语：Қарақалпақстан Республикасының мәмлекетлик байрағи）是卡拉卡尔帕克斯坦的官方象征之一，基于乌兹别克斯坦国旗创作，脱胎于卡拉卡尔帕克艺术家若里白·伊间塔耶夫（Жоллыбай Изентаев）的一副设计草稿。
旗面自上而下由蓝、黄、绿三色横向条纹组成，主条纹之间又由红色细纹和更窄的白色细纹隔开。靠近旗杆一侧的蓝色条纹上缀有一轮白色新月与五颗白色五角星。旗帜的绿色部分象征着伊斯兰教、沃野、农业、自然复苏、灵性和信任；蓝色象征着水、春天和天空；白色象征着和平、繁荣与和谐，黄色象征着卡拉卡尔帕克人民与沙漠。星月象征着穆斯林，五颗星星象征着卡拉卡尔帕克斯坦的五座古城。

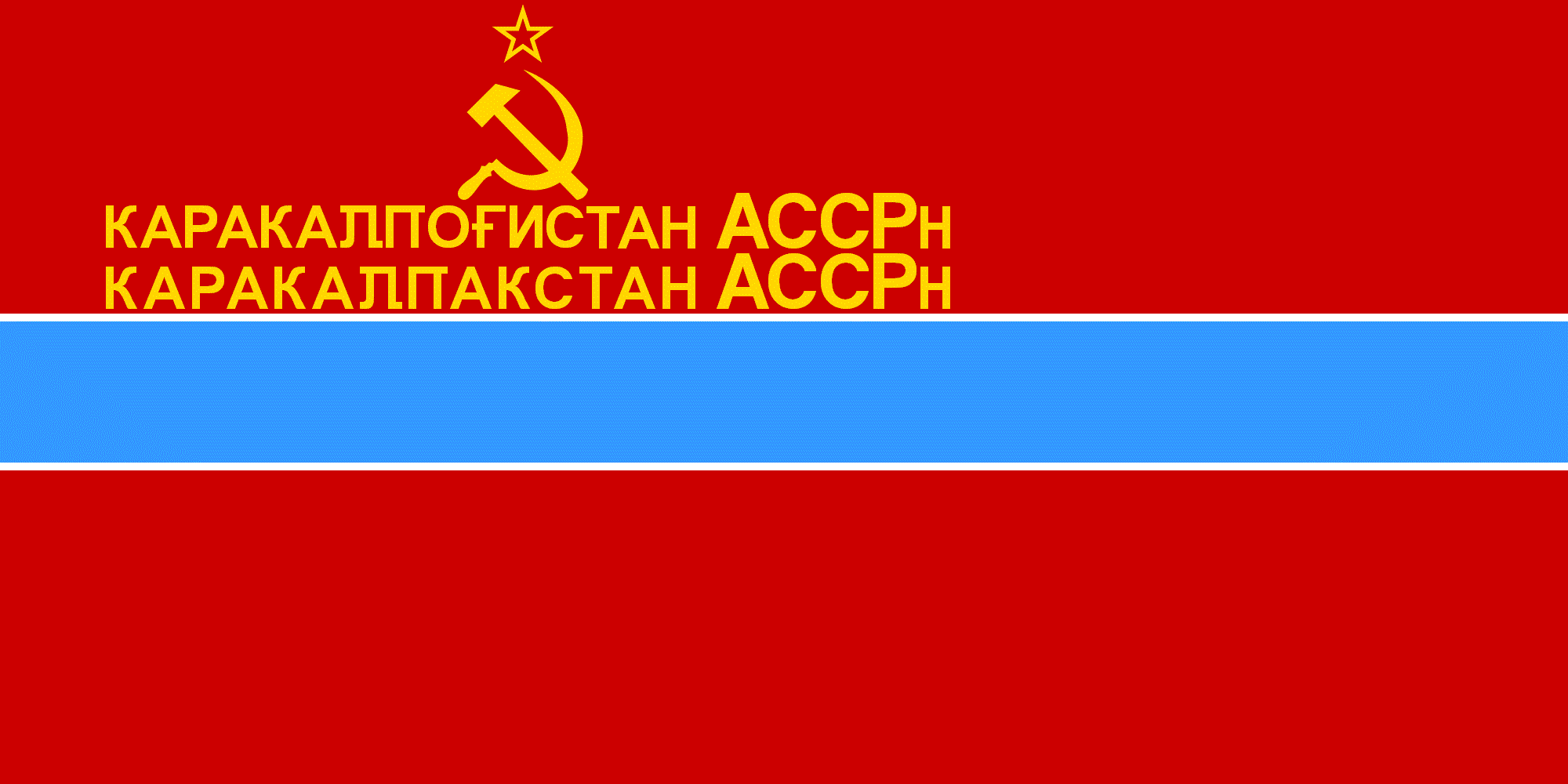
苏联统治时期的卡拉卡尔帕克斯坦国旗，在乌兹别克苏维埃社会主义共和国国旗的基础上加上了国名。

苏联统治时期，宣扬民族身份受当局反对，因此卡拉卡尔帕克苏维埃社会主义自治共和国国旗仅是基于苏联标准图案设计的。苏联解体后，卡拉卡尔帕克人获得更大自由，拥有了悬挂自身旗帜之权利。1992年12月14日，卡拉卡尔帕克斯坦共和国最高委员会第十一次会议通过了《卡拉卡尔帕克斯坦共和国国旗法》。

## 设计细节

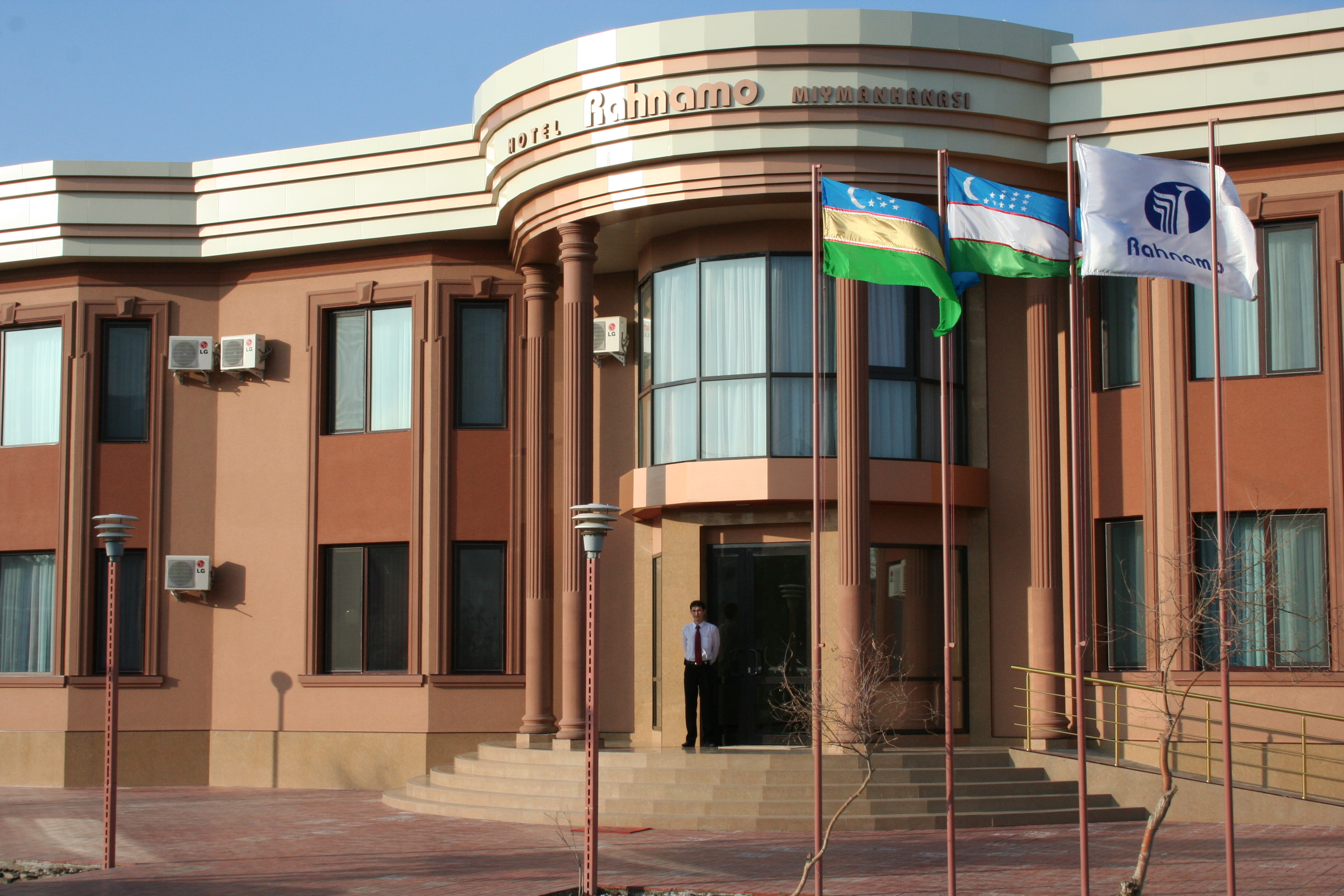
努库斯的一座酒店前，卡拉卡尔帕克斯坦共和国国旗与乌兹别克斯坦国旗并列飘扬。

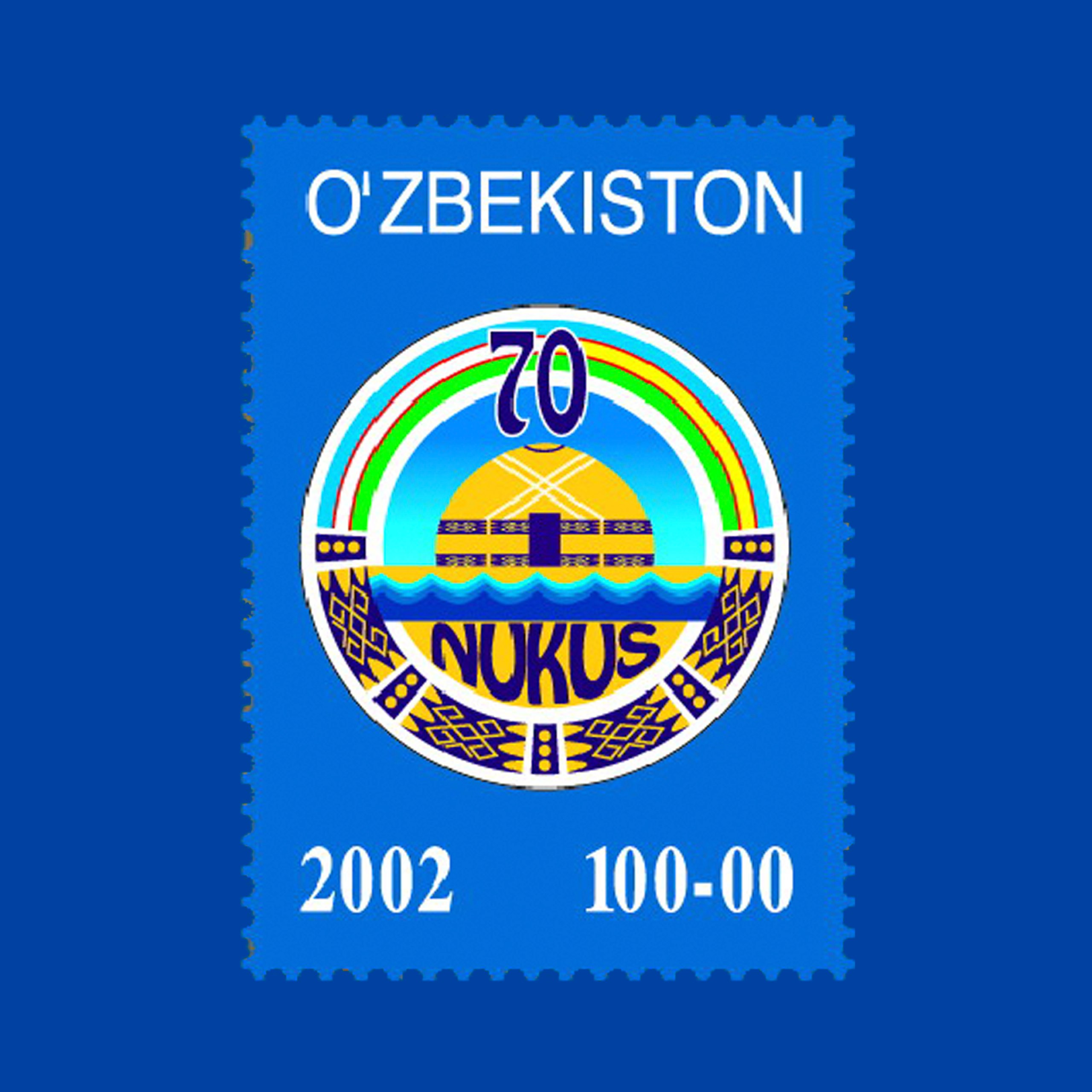
乌兹别克斯坦2002年发行的一枚邮票。圆环上方左右两侧分别是抽象的乌兹别克斯坦国旗横条（蓝、白、绿）和卡拉卡尔帕克斯坦国旗横条（蓝、黄、绿）。

一面长250厘米、宽125厘米的卡拉卡尔帕克斯坦共和国国旗，其自上而下的蓝、白、红、黄、红、白、绿横条纹的宽度分别为42、1、2.5、34、2.5、1、42厘米。
蓝色横条上缀有一轮新月与五颗五角星。新月由两个直径分别为22厘米与19厘米的圆交叉形成，过两圆圆心之直线乃蓝色横条的横向中线。两圆心相隔4厘米，新月与旗面左侧边缘（旗杆）相隔20厘米。五颗五角星内接于一长为30厘米、宽为15厘米的长方形中，上侧两颗、下侧三颗，每一五角星又内接于一直径为10厘米的圆中。下方三颗五角星的六个下尖角与新月最低点位于一条与旗长平行的直线上，此直线距上侧白色横条相距10厘米。

### 色彩
| 色彩系统 | 蓝          | 白          | 红         | 黄         | 绿         |
| -------- | ----------- | ----------- | ---------- | ---------- | ---------- |
| CMYK     | 100-21-0-27 | 0-0-0-0     | 0-85-89-14 | 0-22-85-3  | 83-0-64-38 |
| RGB      | 0-143-184   | 255-255-255 | 219-32-23  | 247-190-36 | 26-157-55  |
| 十六进制 | #008FB8     | #FFFFFF     | #DB2017    | #F7BE24    | #1A9D37    |